# Na żywo, ale w studio
Na żywo, ale w studio – pierwszy album zespołu Kazik na Żywo wydany w 1994 roku przez wytwórnię S.P. Records.
Album został nagrany w składzie: Kazik Staszewski (śpiew), Adam „Burza Burzyński” (gitara, instrumenty klawiszowe, śpiew), Michał „Kwiatek” Kwiatkowski (gitara basowa, śpiew) i Kuba Jabłoński (perkusja). Podczas prac nad albumem Kuba Jabłoński odszedł do Lady Pank. Jego miejsce zajął Tomasz Goehs.
Okładka płyty przedstawia rysunek Janusza Staszewskiego, syna Kazika. Powstały one w Sopocie podczas spotkania Staszewskich z Pawłem „Konjo” Konnakiem. Pierwotnie na okładkę miało trafić niewyraźne zdjęcie z koncertu Kazika, jednak pod wpływem przypadku podjęto decyzję o zastąpieniu zdjęcia rysunkiem.

## Zawartość płyty
Album składa się z trzech części. W pierwszej znajdują się utwory pochodzące z solowego repertuaru Kazika Staszewskiego („Spalam się”, „Piosenka trepa”„ Dziewczyny”, „Spalaj się!”, „100 000 000”) i Kultu („Celina”, znana z repertuaru Stanisława Staszewskiego i wykonywana przez Kult). Oparte na samplach i skreczach „Spalam się” i „Spalaj się!” nagrano w nowej, rockowej aranżacji. Druga część zawiera covery (m.in. „Kalifornia ponad wszystko” z repertuaru Dead Kennedys i „Odpad atomowy” z repertuaru Zaciera). W trzeciej części utworu znalazły się utwory w całości stworzone przez zespół.
Spośród premierowych utworów największą popularnością cieszył się prowokacyjny utwór „Artyści”. Do utworu powstał teledysk zawierający archiwalne zdjęcia z lat 70., przedstawiające aktorów wręczających kwiaty komunistycznym dygnitarzom. W komentarzu dla Tylko Rock Kazik Staszewski przyznał, że „Artyści” nie miało stanowić prowokacji. Kazik zaznacza, że utwór nie dotyczy wyłącznie aktorów, jednak wybrał tę grupę zawodową jako najbardziej rozpoznawalną przez ludzi.
Niektóre utwory mają zapożyczenia muzyczne od innych wykonawców. W „Kalifornii ponad wszystko” pojawia się motyw z „Enter Sandman” Metalliki, w „Spalaj się!” utwór rozpoczyna się i kończy riffem z „Paranoid” Black Sabbath. Podkład do utworu „Artyści” został zapożyczony z kompozycji „We know how to kill” zespołu Kr’shna Brothers, wydanej na albumie Food for Life, Spirit for Fuck z 1993 roku. Zapożyczenie z Kr’shna Brothers dokonano za wiedzą i zgodą zespołu.

### Lista utworów
1. „Celina”
2. „Spalam się”
3. „Artyści”
4. „Kalifornia ponad wszystko”
5. „Piosenka trepa”
6. „100 000 000”
7. „Raz pierwszy”
8. „Biały Gibson”
9. „Nie ma litości”
10. „Spalaj się!”
11. „Tak się robi historię”
12. „Mama prosiła”
13. „300000000”
14. „Świadomość”
15. „Odpad atomowy”
16. „I ty zostaniesz Indianinem”
17. „Pieśń solidarności bluesmanów/wspomnienie sekretarki”[10]

## Twórcy
- Kazik Staszewski – śpiew[4][5]
- Adam „Burza Burzyński” – gitara, instrumenty klawiszowe, śpiew[4][5]
- Michał „Kwiatek” Kwiatkowski – gitara basowa, śpiew[4][5]
- Kuba Jabłoński – perkusja[4][5]